# Чемпионат России по греко-римской борьбе 2009
Чемпионат России по греко-римской борьбе 2009 года прошёл в Краснодаре 18—22 июня.

## Медалисты
| Категория | Золото                                     | Серебро                              | Бронза                                                                   |
| --------- | ------------------------------------------ | ------------------------------------ | ------------------------------------------------------------------------ |
| до 55 кг  | Назир Манкиев Красноярск                   | Валерий Боргояков Хакасия            | Иван Блатцев Москва Сергей Черноскутов Курган                            |
| до 60 кг  | Вячеслав Джасте Краснодар                  | Ибрагим Лабазанов Ростовская область | Аслан Абдуллин Москва Максим Мордовин Иркутская область                  |
| до 66 кг  | Адам Курак Красноярский край               | Арунат Кучинов Омск                  | Сейран Симонян Ростовская область Ильяс Магомадов Ростовская область     |
| до 74 кг  | Александр Чехиркин Ростовская область      | Евгений Попов Новосибирск            | Олег Бердинских Тюмень Антон Хоменко Краснодар                           |
| до 84 кг  | Олег Шокалов Краснодар, Кабардино-Балкария | Евгений Богомолов Новосибирск        | Степан Крикуха Омская область, Москва Рустам Ассакалов Адыгея, Краснодар |
| до 96 кг  | Алексей Мишин Мордовия                     | Константин Ефимов Хабаровск          | Максим Сафарян Санкт-Петербург Мурадбек Гасанов Дагестан                 |
| до 120 кг | Антон Ботев Омск                           | Амин Лайпанов Красноярск             | Шохруди Аюбов Москва Ацамас Кабулов Санкт-Петербург                      |